# Pterostichus horni
Pterostichus horni är en skalbaggsart som beskrevs av John Lawrence LeConte 1873. Pterostichus horni ingår i släktet Pterostichus och familjen jordlöpare. Inga underarter finns listade i Catalogue of Life.